# غواصة قزمية

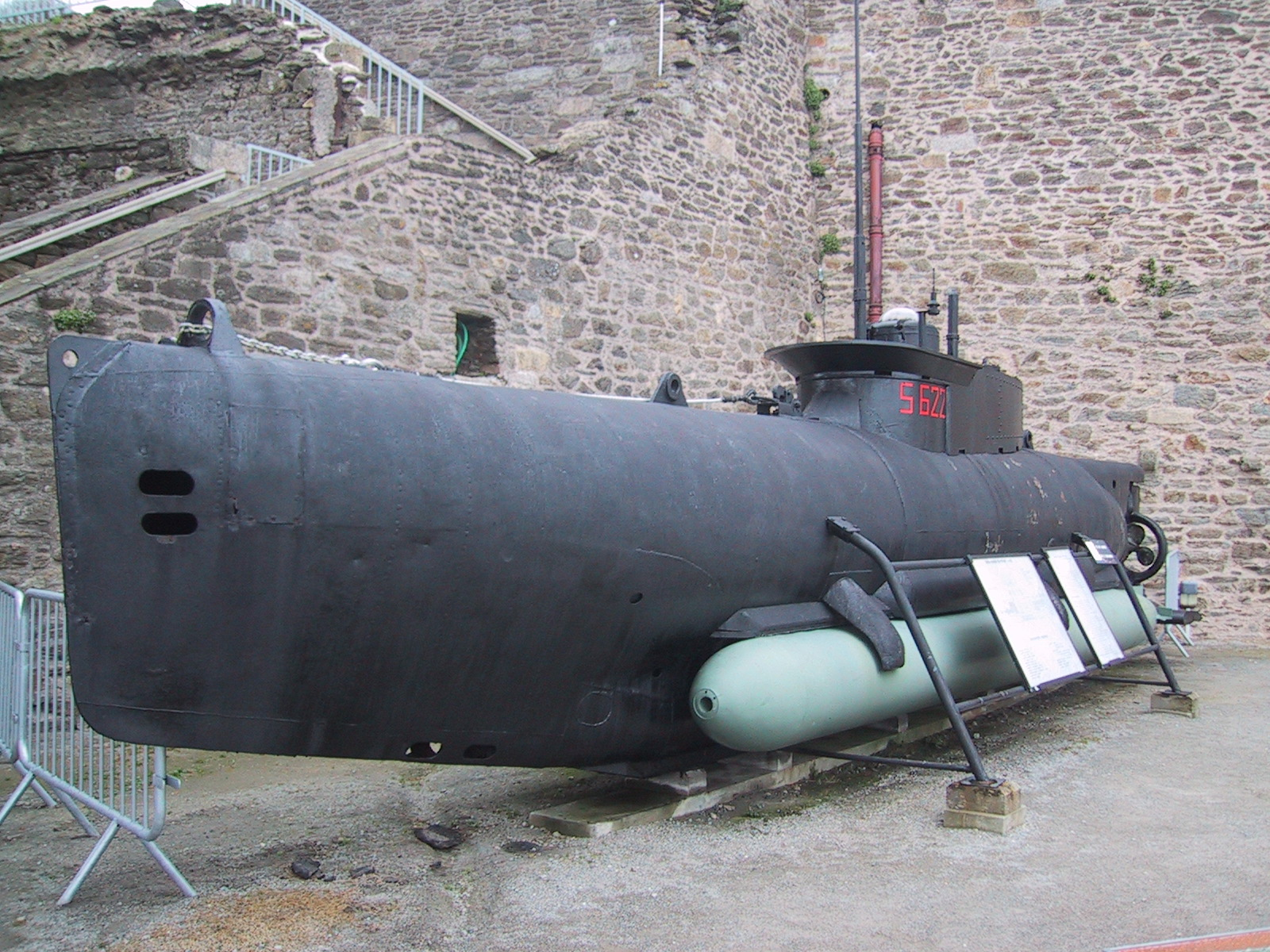
غواصة قزمة ألمانية مسلحة بطوربيد

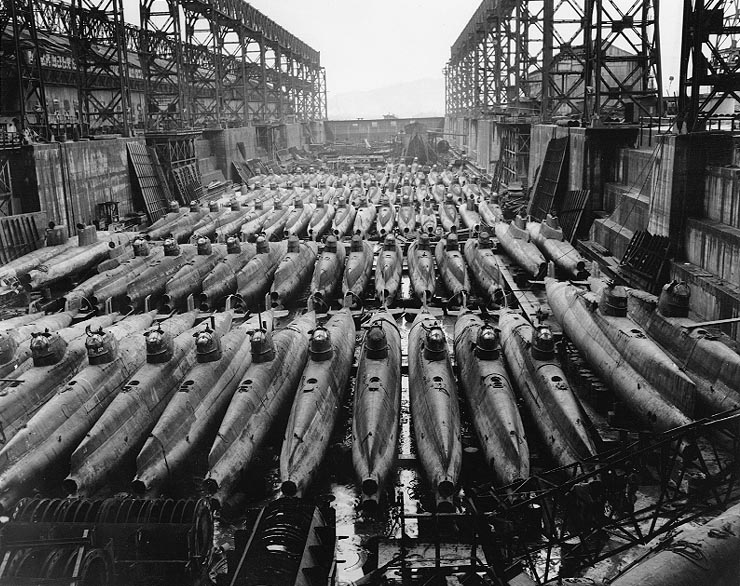
قرابة الثمانين غواصة قزمية يابانية عام 1945

الغواصة القزمية (بالإنجليزية: midget submarine)‏ نوع من الغواصات يكون حجم إزاحتها أقل من 150 طن ، ويشغل هذا النوع من الغواصات طاقم يتألف من من شخص إلى شخصين وفي بعض الأنواع يصل هذا العدد إلى 6-8 أفراد، ولا تحوي الغواصة القزمة عادة أماكن المبيت على متنها للطاقم.
وتسلح الغواصات القزمية بالطوربيد والألغام البحرية، وتلعب الغواصات القزمية دوراً هاماً في الهجوم على مرافئ العسكرية لأساطيل وأختراقها ويرجع ذلك لحجمها الصغير ومن ذلك هجوم بيرل هاربر الذي قاده اليابانيون في الحرب العالمية الثانية.